# Boris McGiver
Boris McGiver (Cobleskill (New York), 23 januari 1962) is een Amerikaans acteur.

## Biografie
McGiver werd geboren in Cobleskill, een plaats in de county Schoharie County van New York. McGiver heeft gestudeerd aan de Staatsuniversiteit van New York in New York en aan de New York-universiteit in New York waar hij zijn master of fine arts haalde in acteren.
McGiver was in het verleden getrouwd, in zijn vrije tijd is hij een actieve speler van de hoorn.

## Filmografie

### Films
Uitgezonderd korte films.
- 2024 Held Hostage in My House - als rechercheur Wiseman
- 2019 Point Blank - als Masterson
- 2016 Josephine - als Tally Simpson
- 2013 Killing Kennedy - als FBI agent
- 2012 Lincoln – als Alexander Coffroth
- 2011 The Green – als Phillip
- 2009 Taking Woodstock – als Doug
- 2008 The Clique – als Isaac
- 2007 Dark Matter – als Hollings
- 2006 The Pink Panther – als Vainqueur
- 2004 Taxi – als Franklin
- 2004 Connie and Carla – als Tibor
- 1999 Jesus' Son – als Max
- 1999 Cradle Will Rock – als man op straat
- 1998 Witness to the Mob – als agent
- 1996 The Associate – als verslaggever
- 1994 Little Odessa – als Ivan
- 1990 Antigone/Rites of Passion – als beveiliger
- 1987 Ironweed – als klerk

### Televisieseries
Uitgezonderd eenmalige gastrollen.
- 2024 Teacup - als Donald Kelly - 5 afl.
- 2019-2024 Evil - als Monseigneur Matthew Korecki - 16 afl.
- 2019-2023 Servant - als oom George - 11 afl.
- 2022 Our Flag Means Death - als pastoor Bonnet - 4 afl.
- 2020 For Life - als Glen Maskins - 14 afl.
- 2013-2018 House of Cards – als Tom Hammerschmidt – 30 afl.
- 2014 Boardwalk Empire - als sheriff - 6 afl.
- 2014 TURN - als eerwaarde Tallmadge - 2 afl.
- 2012-2014 Person of Interest – als Hersh – 13 afl.
- 2013-2014 White Collar - als sectiehoofd Bruce Hawes - 2 afl.
- 2013 The Carrie Diaries - als Eddie Landers - 2 afl.
- 2012 Damages – als moordenaar – 2 afl.
- 2006 The Wire – als inspecteur Charles Marimow – 6 afl.
- 2006 Kidnapped – als Greene – 2 afl.

- Biblioteca Nacional de España: XX5404713
- International Standard Name Identifier: 0000 0000 4541 4435
- Library of Congress Control Number: no2007051457
- Nationale Bibliotheek van Israël: 987007349928605171
- Virtual International Authority File: 12084318
- WorldCat: E39PBJf8v4p9tkrVYrJrG4wDMP